# 六二七事件
六二七事件，又稱草嶼事件、莊輝亮事件。是1984年6月27日駐紮在金門的中華民國國軍因追捕逃兵而砲擊中華人民共和國實際控制的角嶼而引發的砲戰，這是1979年金門炮戰停止以後，海峽兩岸唯一的一次軍事衝突。

## 背景
1979年元旦中華人民共和國政府頒布《告台灣同胞書》，宣布停止炮擊金門，第二次國共內戰已實質上停火。

## 過程

### 莊輝亮叛逃
臺灣桃園縣平鎮鄉人莊輝亮（中華民國陸軍步兵第三一九師第九五五旅第一營第二連第一排士兵）剛從陸軍新兵訓練中心結訓，下部隊被分發到金門東海岸的狗嶼灣連第一排。莊輝亮等新兵在莒光日（中華民國國軍對星期四的稱呼。這一天所有部隊停止一切軍事操課，只上政治課）與另一名大專兵站雙哨衛兵，他站衛兵時抽煙，被剛步出中山室的輔導長看到，被送到鵲山旅部關禁閉，莊從禁閉室逃跑，金門全島發動雷霆演習搜捕也沒找到他，後來他利用工兵工程用的模板下海，企圖循林正義（林毅夫）的叛逃路徑遊往中國大陸。遊出八百公尺，被海岸哨及觀測官發現。

### 國軍開砲
經向師部報告後，國軍開始對目標不斷射擊。先是用輕兵器及戰防武器射擊，因目標太小緊貼海面，難以擊中；陸軍金門防衛司令部隨即下達指示改使用63甲式105毫米榴彈砲實施射擊，用電話下達射擊命令。當時目標已從東海岸漂到馬山觀測所與角嶼之間的海面，潮水開始退潮，正往對岸漂移。第二次世界大戰美軍軍援國軍的105榴彈砲，因為裝備老舊、裝藥潮濕，結果未打到逃兵莊輝亮，反而射到了中國人民解放軍駐守的角嶼。落彈造成傷亡後，解放軍開砲還擊。國軍發射一百餘發榴彈砲與迫擊砲，造成解放軍1死2傷；解放軍開砲還擊造成國軍1死。雙方炮戰不到一小時後，國軍停止射擊，解放軍同步停止射擊。國軍司令官下令把兩棲部隊的快艇從南海岸運到北海岸，選定距目標最近位置，由副營長帶領六艘快艇下水，全速朝莊輝亮駛去；解放軍也派出四艘小艇朝逃兵方向進擊，不過國軍小艇較靠近目標，迅速把人撈起，解放軍停了下來，看著國軍將人帶回。
莊輝亮被押回來時，除了41式81毫米迫擊砲砲彈的小碎片造成頭部受的輕傷，其余無礙，但後來被臨時軍事法庭速審判處死刑，不准申覆，並遭公示當眾於碧山靶場槍決伏法，同時電話記錄下令各單位皆須派隊到場觀看行刑後撰寫心得報告，以收殺雞儆猴之效。

## 中華民國說法
前中華民國參謀總長郝柏村上將在《八年參謀總長日紀》稱：“顯因我27日射擊角嶼東北1500公尺處竹筏而意圖造謠栽誣。在國際間尤以對美國造成我好戰形象。今日特指示發布新聞予以反斥，並繪出我驅離射擊海域，以正視聽。中共近派漁船接近外島警戒水域，誘我驅離射擊，然後栽誣。此種詭計必須拆穿。”1984年7月6日，台灣國內三大報《中央日報》、《中國時報》與《聯合報》，頭版標題均是中央社新聞《匪船多批騷擾金馬防區》與《匪蛙人劉陳寧在金門灘頭被捕》。2004年，已退休的中華民國國家安全局局長丁渝洲上將（事發時正是金東師參謀長），在《丁渝洲回憶錄》中稱莊輝亮不是在金東師（陸軍步兵第三一九師第九五五旅第一營第二連）的編制，而是來自金西師（陸軍步兵第一二七師）。回憶錄說：“我們監聽到福建軍區司令員皮定鈞以電話向中共中央報告此事，而且角嶼共軍已把炮衣脫掉，幸好他們沒有還擊。”不過皮定均已於1976年7月7日在乘直升機視察東山島演習時，遭遇飛機撞山身亡；剛下部隊的新兵莊輝亮體型瘦弱單薄，更不可能是丁渝洲在其書中所稱的“考管份子”，與丁渝洲口述有些落差。

### 劉陳寧蛙人案
當時國軍政工不斷透過廣播、空飄與海漂傳單，對中國大陸鼓吹「投奔自由」。上海人劉陳寧，聽了廣播，攜帶2萬元人民幣，遊到金門當反共義士，以為可以領賞。但當時除非駕軍機或劫持民航機，個別遊泳來的無論軍民都不收，即使到了金馬，也用漁船遣返。6月12日淩晨劉陳寧到金門，表達投奔自由，參與反共大業，卻被送去政工那裡毒打，確認不是匪諜後，要擇期遣送，不料六二七事件爆發。817公報簽訂後，張愛萍訪美，中美開始軍事交流，美國認為六二七事件是國軍故意搗亂，所以國軍在7月5日發布新聞，栽贓劉陳寧是共軍蛙人。
劉陳寧被送到台灣，關在臺東縣外海的綠島監獄。當時正值江南案，蔣經國害怕牽連蔣孝武，11月12日執行一清專案掃黑行動，竹聯幫找本土報紙與黨外雜誌一起炒作劉陳寧案，突顯一清專案的荒謬。劉陳寧被從香港交給中國紅十字會，在上海入境，國軍賠償他的約200萬新台幣，全都被大陸沒收，2萬元人民幣則還給了他。中國大陸沒有再追究他，兩岸紅十字會有了來往。劉陳寧與陳啟禮、楊登魁、周乃忠等人成為獄友，出獄後還曾獲得他們的資助。

## 中華人民共和國說法
1984年6月27日上午8時40分左右，金門守軍突然猛烈炮擊角嶼，並有不明船只借著大霧向該島駛近。宋清渭和參謀長陳明端分析情況後，決定迅速將情況報告軍區，同時通知守備師團加強戒備；駐角嶼西海岸守備部隊立即進入工事，炮兵把炮衣脫掉，做好反擊準備；命令有關部隊迅速做好增援角嶼的戰鬥準備。宋清渭等人分析判斷對方炮擊是挑釁性行為，海上目標可能是駛向大陸的小船，應當進一步請示上級要不要進行炮火反擊；同時把情況通報角嶼西海岸地方政府，請他們協助查明海上船只的情況。
到了9時50分，宋清渭接到守備某師報告，稱對方炮擊已經停止，海上目標為一小竹排，現已消失。
0.19平方公里的孤島上頃刻落彈150餘發，兩名下哨的戰士躲避不及，身負重傷。程國財是駐島部隊唯一的軍醫，他立即衝向現場搶救傷員。現場附近沒有防空洞，程國財實施急救，又一發炮彈襲來，程國財犧牲。大陸對這次襲擊意圖低調處理，既未還炮，也未抗議，甚至沒有發布消息，用沈默顯示了追求和平的誠意。鄧穎超聞知此事後，用手帕擦去眼角的淚痕，說：解放軍不還炮是對的，不能給不希望和平不願意統一的人任何借口。事後，解放軍駐角嶼官兵在程國財罹難處樹立了一塊永久的紀念碑。

## 类似事件
1994年11月14日上午，國軍小金門駐軍試炮時，射程計算差錯，誤擊廈門市郊黃厝村塔頭社，4名民工被炮彈炸傷，其中重傷兩人。因為當時兩邊剛開始談判，關係算和緩，解放軍沒有還擊，廈門政府給予傷者免費治療，並發給生活補助，民工後來痊癒出院。國務院台辦發言人對此事件表示嚴重關注，認為這是一起破壞海峽兩岸和平氣氛的惡性事件，並強烈譴責台灣當局的罪惡行徑，堅決要求台灣當局迅速查明情況，公布事實真相，並嚴懲肇事者。因此海基會還特別前往善後，賠償了事。當時，金門有一個愛心團體打電話到廈門市台辦金門事務處，表示要派人到廈門來，給傷者送慰問金。但是廈門方面婉言謝絕了他們的善意。因為中央領導有明確指示：兩岸尚未結束敵對狀態，從政治上記他一筆帳即可，不提賠償。